# Kojo Funds
Kojo Funds (* 1995 in London; eigentlicher Name Errol Bellot) ist ein britischer Rapper.

## Biografie
Kojo Funds wuchs in East London auf. Er begann seine Musikkarriere 2014 mit Freestyle-Rap. In diesem Jahr wurde sein erstes Lied Want from Me veröffentlicht. Der erste größere Erfolg gelang ihm mit dem Song Dun Talkin’, dessen offizielles Video auf YouTube bislang über 16 Millionen Mal aufgerufen wurde. Im August 2017 erreichte er mit der Single Finders Keepers zusammen mit der Sängerin Mabel seine erste Platzierung in den britischen Charts, wo sie bis in die Top 10 stieg. Bei den MOBO Awards 2017 war Kojo Funds in den Kategorien Best Newcomer und Best Song (für Dun Talkin’) nominiert. Im September 2018 erschien sein erstes Studioalbum Golden Boy.

## Diskografie

### Studioalben
| Jahr | Titel      | Höchstplatzierung, Gesamtwochen, AuszeichnungChartsChartplatzierungen (Jahr, Titel, Platzierungen, Wochen, Auszeichnungen, Anmerkungen) | Anmerkungen |
| Jahr | Titel      | UK | Anmerkungen |
| ---- | ---------- | --- | ----------- |
| 2018 | Golden Boy | UK40 (3 Wo.)UK |             |

### Singles als Leadmusiker
| Jahr | Titel Album         | Höchstplatzierung, Gesamtwochen, AuszeichnungChartsChartplatzierungen (Jahr, Titel, Album, Platzierungen, Wochen, Auszeichnungen, Anmerkungen) | Anmerkungen                       |
| Jahr | Titel Album         | UK | Anmerkungen                       |
| ---- | ------------------- | --- | --------------------------------- |
| 2017 | Finders Keepers –   | UK8 ×2Doppelplatin · (31 Wo.)UK | mit Mabel; Verkäufe: + 1.200.000  |
| 2018 | Check Golden Boy    | UK26 Gold · (11 Wo.)UK | feat. Raye; Verkäufe: + 400.000   |
| 2018 | Who Am I Golden Boy | UK69 (9 Wo.)UK | feat. Bugzy Malone                |
| 2018 | PNG Golden Boy      | UK96 (1 Wo.)UK | feat. Giggs                       |
| 2019 | I Like –            | UK74 Silber · (6 Wo.)UK | feat. Wizkid; Verkäufe: + 200.000 |

Weitere Singles
- 2016: My 9ine (UK: Silber)
- 2016: Dun Talkin’ (feat. Abra Cadabra, UK: Gold)
- 2016: Arriba!
- 2016: Robbery
- 2017: Warning
- 2017: Fear No One
- 2017: My Wish (feat. Kranium)
- 2018: Stallin’

### Singles als Gastmusiker
| Jahr | Titel Album | Höchstplatzierung, Gesamtwochen, AuszeichnungChartsChartplatzierungen (Jahr, Titel, Album, Platzierungen, Wochen, Auszeichnungen, Anmerkungen) | Anmerkungen                                              |
| Jahr | Titel Album | UK | Anmerkungen                                              |
| ---- | ----------- | --- | -------------------------------------------------------- |
| 2017 | Tell Me –   | UK73 Silber · (7 Wo.)UK | Wretch 32 feat. Kojo Funds & Jahlani Verkäufe: + 200.000 |
| 2019 | Pan-Fried – | UK70 (1 Wo.)UK | Kano feat. Kojo Funds                                    |

Weitere Gastbeiträge
- 2015: Balenciaga (Dr. Vades feat. Yxng Bane, Kojo Funds & Don Elito)
- 2015: Move It (Big Tipper feat. Cass Stp & Kojo Funds)
- 2016: Fine Wine (Yxng Bane feat. Kojo Funds) (UK: Gold)
- 2016: Say My Grace (Trapz feat. Kojo Funds)
- 2016: Don’t Play (Kida Kudz feat. Kojo Funds)
- 2017: Who’s Bad (Trizzy Trapz feat. Kojo Funds)
- 2017: Hustler (Ghost feat. Kojo Funds)
- 2017: Bad Man Remix (Dun D feat. Sneakbo & Kojo Funds)
- 2017: Ride with Me (Asco feat. Kojo Funds)
- 2017: Extra Lesson Remix (Alkaline feat. Kojo Funds & Chip)
- 2017: I’m On (Tion Wayne feat. Kojo Funds)
- 2017: Whistle (Wretch 32 feat. Donae’o & Kojo Funds)
- 2017: Calling (GRM Daily feat. Kojo Funds & Chip)
- 2017: Tout va bien (Orelsan feat. Eugy & Kojo Funds)
- 2018: Creepin’ Up (The Come Up) (Remedee feat. Kojo Funds, Yxng Bane & Masicka)
- 2018: No Way (Jus D feat. Kano, Kojo Funds, Trix Sosa, Weezo & Don EE)
- 2020: Ballin (Branco feat. Kojo Funds)

## Auszeichnungen für Musikverkäufe
| Goldene Schallplatte - Dänemark - 2022: für die Single Ballin Platin-Schallplatte - Frankreich - 2018: für die Single Tout va bien |

Anmerkung: Auszeichnungen in Ländern aus den Charttabellen bzw. Chartboxen sind in ebendiesen zu finden.
| Land/RegionAuszeichnungen für Musikverkäufe (Land/Region, Auszeichnungen, Verkäufe, Quellen) | Silber     | Gold     | Platin     | Verkäufe  | Quellen         |
| -------------------------------------------------------------------------------------------- | ---------- | -------- | ---------- | --------- | --------------- |
| Dänemark (IFPI)                                                                              | —          | Gold1    | —          | 45.000    | ifpi.dk         |
| Frankreich (SNEP)                                                                            | —          | —        | Platin1    | 150.000   | snepmusique.com |
| Vereinigtes Königreich (BPI)                                                                 | 3× Silber3 | 3× Gold3 | 2× Platin2 | 3.000.000 | bpi.co.uk       |
| Insgesamt                                                                                    | 3× Silber3 | 4× Gold4 | 3× Platin3 |           |                 |